# Metasada acontianalis
Metasada acontianalis är en fjärilsart som beskrevs av Rothschild 1915. Metasada acontianalis ingår i släktet Metasada och familjen nattflyn. Inga underarter finns listade i Catalogue of Life.